# مارسيل بوربونيه
مارسيل بوربونيه هو سياسي كندي، ولد في 27 فبراير 1918 في مدينة كيبك في كندا، وتوفي في 14 أكتوبر 1996. نشط حزبياً في الحزب الكندي التقدمي المحافظ. وقد انتخب عضو مجلس العموم الكندي.